# Куррос Энрикес, Мануэл
Мануэ́л Ку́ррос Энри́кес (галис. Manuel Curros Enríquez); 15 сентября 1851, Селанова, Галисия — 7 марта 1908, Гавана, Куба) — один из наиболее известных поэтов Галисии периода возрождения галисийского языка и литературы 2-й половины XIX века. Входит в триаду лучших поэтов решурдименто наряду с Росалией де Кастро и Эдуардо Пондалом. Относится к двуязычным поэтам-регионалистам, писавшим на кастильском и галисийском языках. Писатель, журналист.
Принимал деятельное участие в создании Королевской галисийской академии (1906). День галисийской литературы 1967 года отмечался в честь Мануэла Курроса Энрикеса.

## Биография
Родился в обеспеченной семье нотариуса Шосе Марии де Курроса Васкеса (Xosé María de Curros Vázquez, 1800—1888). Мать — Петра Энрикес (Petra Enríquez, ум. 1880). В детстве Мануэл зачитывался «Сравнительными жизнеописаниями» Плутарха и «Одами и балладами» Гюго, но отец жестоко наказывал его за пристрастие к литературе. Даже в глубокой старости ничего не хотел слышать об успехах сына. Из-за сурового и требовательного характера отца некоторые дети покидали семью. Куррос Энрикес покинул отчий дом в 15 лет. Имеются не подтверждённые документальными свидетельствами данные о том, что из Коруньи отправился морским путём в Лондон, а оттуда через Париж в Испанию, но эти сведения игнорируются биографами.
Достоверно известно, что в 1867 году оказался в Мадриде, где начал изучать политэкономию и право, но никогда не работал по специальности. Придерживался прогрессивных взглядов республиканцев, участвовал в революции 1868 года, когда была низложена Изабелла II. В 1871 или в 1872 году вступил в гражданский брак с Модестой Васкес (Modesta Vázquez), что разрешалось Конституцией 1869 года, в 1877 году обвенчался. Там же, в Мадриде, посещал литературные кружки и начал карьеру журналиста. С 1873 года работал редактором в La Gaceta de Madrid, а в 1874 году за оду La guerra civil был удостоен поста редактора в El Imparcial. 30 сентября 1875 года Куррос присутствовал на торжественном открытии общества Galicia Literaria. В 1875—1876 годах освещал события Третьей карлистской войны в качестве корреспондента.
С 1877 года осел в Оренсе, где работал чиновником. Сотрудничал с изданием El Trabajo и публиковался в El Heraldo Gallego, возглавляемом Валентином Ламасом Карвахалом. Выпуск сборника Aires d’a miña terra в том же 1880 году вызвало яростную реакцию священников, поэт был отлучён от церкви и обвинён в преступлении как еретик. В 1880—1881 годах в Оренсе проходил судебный процесс по обвинению Курроса в осмеянии догматов церкви и богохульстве, который приговорил его к заключению в тюрьму на 2 года, 4 месяца и 1 день и назначил штраф в 250 песет. Куррос подал апелляцию, и суд высшей инстанции оправдал его, освободил от наказания, не найдя в его поэзии ничего предосудительного. В 1883 году эти события вынудили поэта переехать в Мадрид, где он занимался журналистикой в издании El Porvenir и стал во главе редакции El País, публикуясь под псевдонимом Sebastián Zurita.
В 1894 году разочарованный неудачами: то ли в сфере журналистики, то ли крушением надежд на семейное счастье после смерти некоторых своих детей, решил эмигрировать на Кубу. В Гаване основал и возглавил редакцию La Tierra Gallega, как журналист публиковался в El Diario de las Familias. Поначалу поэт был хорошо принят земляками Галисийского центра (Centro Gallego), но отношения усложнились с началом 2-й Кубинской войны 1895 года, что привело к разрыву контактов. В 1896 году было прекращено издание La Tierra Gallega, и Куррос занял пост редактора газеты Diario de la Marina. Кроме того его материалы печатались в El Fígaro, в журналах Galicia и Suevia.
С июня по октябрь 1904 года пребывал с визитом в Испании. В Оренсе встретился и примирился с Валентином Ламасом Карвахалом. В Сантьяго-де-Компостела посетил могилу Росалии де Кастро. Вёл переговоры с Мануэлом Мурги́ей об организации Инициативной ассоциации по созданию Галисийской академии (Asociación Iniciadora y Protectora de la Academia Gallega), деятельность которой способствовала основанию Королевской галисийской академии. В Мадриде поэту оказало почести литературное сообщество. В 1905 году был избран президентом указанной Инициативной ассоциации и отправил Мануэлу Мурги́и поручение Галисийского центра в Гаване об организации академии.
Куррос Энрикес в отличие от Росалии де Кастро был весьма озабочен установлением единой нормы галисийского языка, в частности, устранением орфографических и фонетических различий, что стало одной из целей создания Королевской галисийской академии. Одним из препятствий её основания была несговорчивость лидеров галисийских провинций (cacique «вождей»), которую поэт назвал меджуусобицей «монтекки и капулетти» (los montescos y capuletos). В те времена в орфографии галисийского языка царила анархия при безразборном использовании букв x, j и g, раздельной или слитной форм предлога с артиклем: de a или d’a, отсутствовали какие бы то ни было этимологические правила в письменности. 30 сентября 1906 года на учредительных торжествах Королевской галисийской академии Мануэл Куррос Энрикес был избран почётным членом.
Всю свою трудную жизнь поэт не переставал быть идеалистом и идеологом. Умер на Кубе в Гаване 7 марта 1908 года. Останки были перевезены в Галисию и захоронены 3 апреля 1908 года в Корунье. Газеты того времени сообщали, что в процессии присутствовало 40 000 человек.

## Творчество

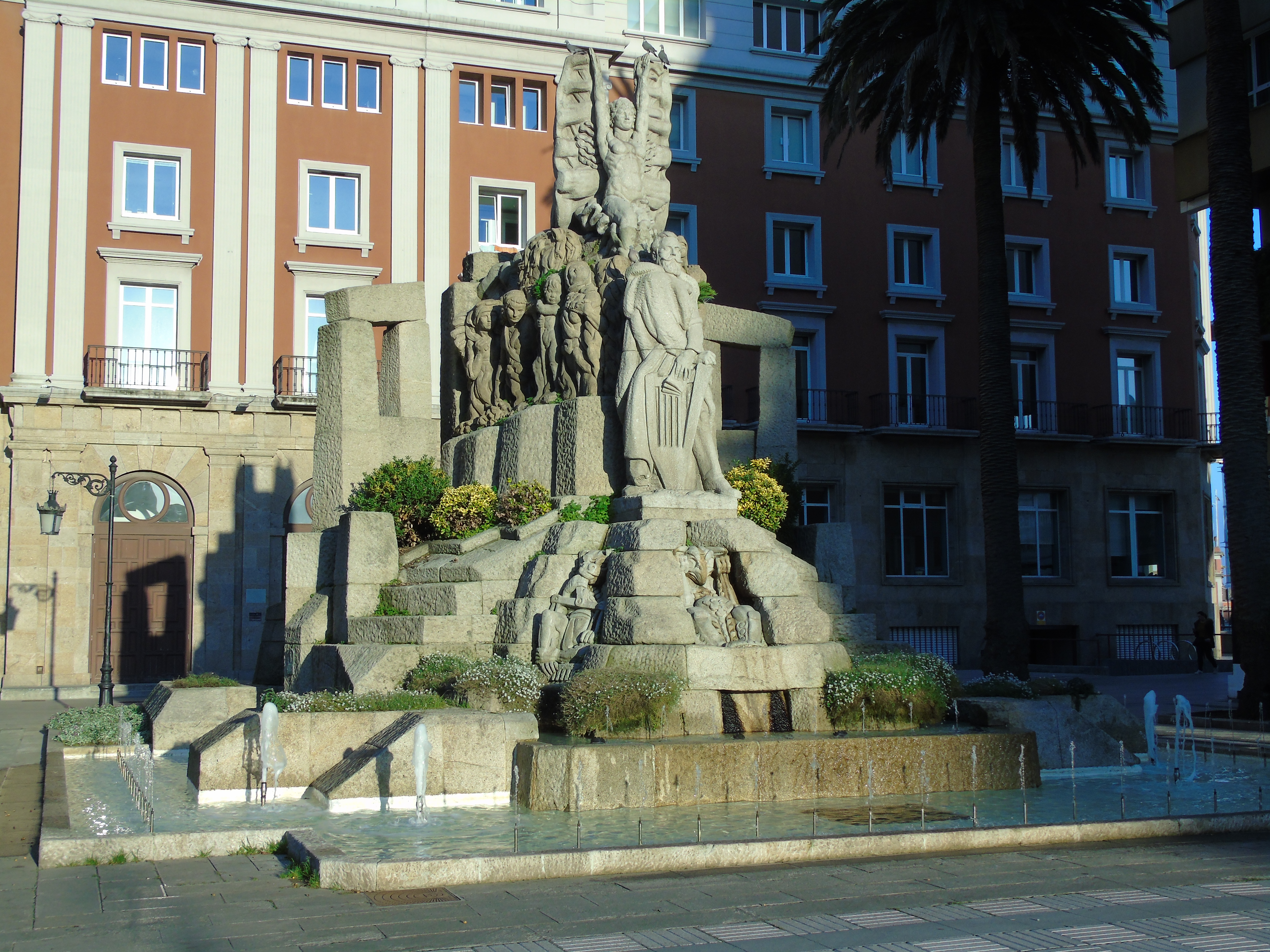
Памятник Мануэлу Курросу Энрикесу в Корунье, 1934

По мнению галисийского литературоведа Рикардо Карбальо Калеро (Ricardo Carballo Calero), Мануэл Куррос Энрикес и в Галисии, и за её пределами пользовался столь же широкой известностью, как Росалия де Кастро. При этом свою славу поэт завоевал не скандалами и судебным приговором, а своим поэтическим творчеством, которое не имеет отношения ни к революции, ни к свободомыслию, ни к идеологии.
Первое стихотворение на галисийском языке Cántiga написал в Мадриде в 1869 году. В 1877 году стихи Unha boda en Einibó, O gueiteiro и A Virxe do Cristal победили в трёх различных номинациях конкурса в Оренсе. Эти сочинения вошли в сборник A Virxe do Cristal (1877). С того времени начало меняться отношение поэта к католической церкви, что стало очевидным после публикации сборника Aires d’a miña terra (1880), содержащего антиклерикальные стихи A igrexa fría и Mirando ao chau. В 1881 году была опубликована ставшая широко известной поэма N´a chegada a Ourense da primeira locomotora. В 1888 году вышла сатирическая поэма O divino sainete с новой и усилившейся критикой церковной иерархии. В этом сочинении Куррос Энрикес пародировал «Божественную комедию» Данте, избрав в качестве поводыря по потустороннему миру и кругам ада Франсиско Аньона, упоминал галисийского трубадура Масиаса Влюблённого, но, как и остальные представители решурдименто, не был знаком с блеском и славой песенного творчества трубадуров Пиренейского острова на галисийско-португальском языке. В 1892 году была напечатана объёмная сказка на кастильском языке El maestre de Santiago.
О языке Курроса Нарумов отметил следующее: «Язык его поэзии отличается богатством выразительных средств, сознательным отношением к проблемам литературной нормы. Сопоставление ряда изданий его поэм обнаруживает мучительный процесс поиска истинно галисийских форм, стремление очистить язык от кастилизмов, которые однако часто приводили к неудачам <…>. <…> Наблюдаются колебания в орфографии и в морфологии. Заимствования из португальского редки, нет таких диалектизмов, как gheada и seseo».
Куррос дважды удостаивался лаврового венка поэта — в Мадриде при открытии Галисийского центра в 1893 году серебряного венка и в Корунье 21 октября 1904 года венка национального поэта Кроме того обрёл триумф в Гаване, чего не достигли ни Эдуардо Пондал, ни даже Росалия де Кастро. Гражданская поэзия сыграла важную роль в становлении галисийской литературы и производила влияние на последующие поколения галисийских поэтов.

## Семья
- Модеста Васкес (Modesta Luisa Polonia Vázquez Rodríquez) — супруга (род. 1844)
  - Аделардо (Adelardo) — сын (род. 1873)
  - Леопольд — сын (1877—1879)
  - София — дочь (род. 1880)
  - Аугусто — сын (род. 1887)
  - Мануэл — сын

## Избранные публикации
- 1875—1876 — Cartas del norte (репортажи о 3-й карлистской войне)
- 1877 — A virxe do Cristal (народная легенда в стихах)
- 1878 — Paniagua y Compañía (новелла)
- 1880 — Aires dá miña terra («Воздух моего края» на галисийском языке; 12 переизданий без учёта перевода на кастильский 1892 года)
- 1888 — O divino sainete (поэма в 8 песнях на галисийском языке; перевод на кастильский 1918 года)
- 1892 — El maestre de Santiago (сказка в стихах в 3-х книгах на кастильском языке, написана в 1874 в году)

## Переводы на русский язык
- Энрикес М. К. [Стихи] // Между двумя безмолвиями : Галисийская поэзия XIX — первой трети XX века / Энрикес, Мануэль Куррос / пер. с галис. яз. / сост. Е. Голубевой, Е. Зерновой; отв. ред. Е. Зернова; предисл. Б. Лосада; подгот. текстов, послесл., справки об авт. и коммент. Е. Голубевой. — 1-е. — СПб. : Центр галисийских исследований СПбГУ, 1996. — С. 96—113. — 240 с. — (Антология галисийской литературы ; т. 2). — ISBN 5-88407-001-X.